# Васильченко Валерій Олександрович
Валерій Олександрович Васильченко (нар. 6 березня 1946, село Цілинне, тепер Джанкойського району Автономної Республіки Крим) — український радянський діяч, пілот, командир літака АН-24 Сімферопольського авіапідприємства Українського управління цивільної авіації. Депутат Верховної Ради УРСР 10—11-го скликань.

## Біографія
Освіта середня спеціальна.
З 1967 року — пілот літака АН-2 П'ятигорського об'єднаного авіапідприємства Північно-Кавказького управління цивільної авіації. Служив у Радянській армії.
У 1970—1971 роках — пілот Мінералводського об'єднаного авіапідприємства Північно-Кавказького управління цивільної авіації.
З 1971 року — другий пілот літака ІЛ-14; другий пілот, командир літака АН-24 Сімферопольського авіапідприємства Українського управління цивільної авіації.
Член КПРС з 1975 року.
Потім — на пенсії в місті Сімферополі.

## Нагороди
- ордени
- медалі